# Kaplica komandorii Zakonu Szpitalników Świętego Jana z Jerozolimy w Montbrison
Kaplica komandorii Zakonu Szpitalników Świętego Jana z Jerozolimy w Montbrison – wzniesiona w latach 60. XII wieku. Od 1990 roku posiada status monument historique, w kategorii classé MH (zabytek o znaczeniu krajowym).

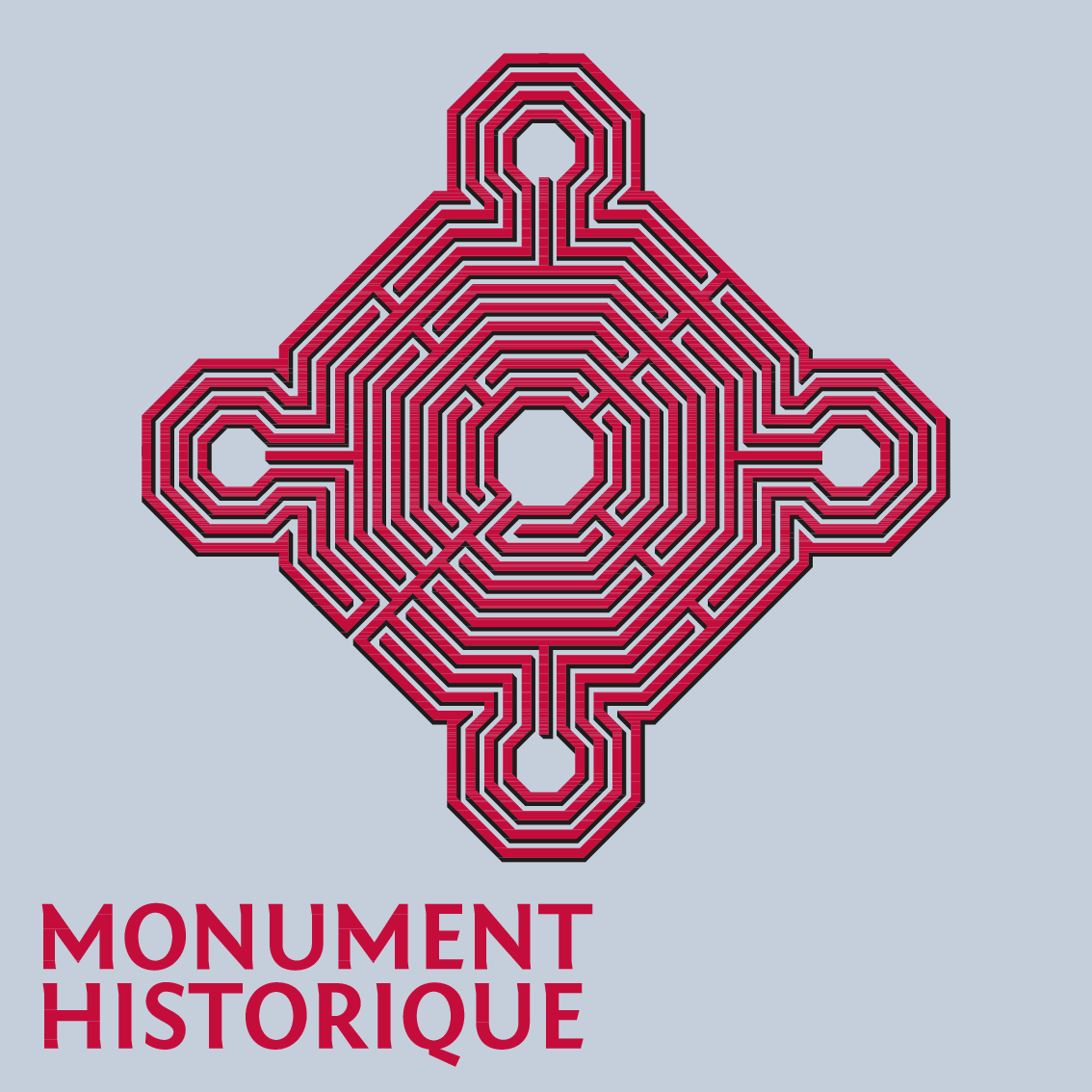
Logo monument historique - 2017

## Lokalizacja
Kaplica zlokalizowana jest przy 11 impasse de la Commanderie, w miejscowości Montbrison, w departamencie Loara, w regionie Owernia-Rodan-Alpy.

## Opis
Kaplica komandorii Zakonu Szpitalników Świętego Jana z Jerozolimy, należała do komandorii Zakonu Szpitalników Świętego Jana z Jerozolimy w Montbrison. Jedynym zachowanym budynkiem komandorii jest kaplica. Kaplica posiada romańską nawę z XII wieku i prezbiterium z XIV–XV w., przebudowane w XIX w. na trzypoziomowe mieszkanie. W XVII wieku sklepienie zastąpiono drewnianą więźbą dachową. Obecnie kościół jest nieczynny.
Budynek zorientowany jest na osi wschód-zachód.
Budynek ma długość 27 metrów. Dzieli się na dwie części: nawę (która powstała zapewne w drugiej połowie XII wieku) oraz prezbiterium (wzniesione pod koniec XIV wieku). Nawa jest budowlą o dużej prostocie konstrukcji i dekoracji. Ma długość 18,60 metra, podzielona czterema przyporami zewnętrznymi i wewnętrznymi, przy czym ta ostatnia stanowi początek łuku podwójnego. Przypory mają szerokość 80 cm, wystają 65 cm dla przypór zewnętrznych, 35 cm dla przypór wewnętrznych, które można dodać do 120 cm samej ściany. Nawa jest bardzo szeroka (7,30 m). Przęsła są szersze niż ich wysokość (5.20 m). Prawdopodobnie było to przyczyną zawalenia się w średniowieczu oryginalnego kamiennego sklepienia. Obecne sklepienie pochodzi z XVII wieku. Jest otynkowane i obniżone w stosunku do oryginalnego. Co druga kratownica oparta jest na odlotach podwójnych łuków, reszta zaś bezpośrednio na ścianach. W ścianach pomiędzy przęsłami rozmieszczone zostały okna z lekko załamanym łukiem.
Kaplica została zbudowana z dużych, bardzo regularnych kamieni granitowych. Minimalistyczne efekty dekoracyjne skupiają się na portalu zachodnim: cztery ryzality dźwigające za pomocą prostego frezu cztery rzędy półkolistych łuków. Tympanon jest goły (mógł być powlekany i malowany) i spoczywa na masywnym nadprożu z jaśniejszego kamienia. Całość stanowi część przednią korpusu nawy, wystającą na około stopę. Powyżej otwiera się łukowate okno. Portal z fasadą południową łączy ciekawa konstrukcja: na poziomie prawego przyczółka rozpoczyna się koryto cienkich kamieni, kontrastujące z dużymi kamieniami; warstwa ta ma kontynuację na południowej elewacji, gdzie jest podwojona przez mały gzyms, który wychodzi na nią i zdobi całą fasadę. Dekoracji tej brak jest po lewej stronie portalu i elewacji północnej.
Pierwotną absydę zamieniono monumentalnym kwadratowym prezbiterium, które przedłużało nawę, ale wyraźnie wznoszącym się nad nią. Pochodzi z końca XIV wieku. Wygląd zewnętrzny, przywołuje militarną funkcję zakonu, ale ogromne ostrołukowe okno (7 m wysokości, 2,80 m szerokości i podstawa 1,60 m nad ziemią), które oświetla nie tylko prezbiterium, ale także poza nim, nawę, nie pozwala mówić o kościele warownym. Oświetlenie dopełniał bardzo wysokie okno lancetowe od strony północnej. Konstrukcja jest mniej jednorodna niż nawy: duże bloki granitu do jednej trzeciej wysokości, w pozostałej części gruz wapienny.
Dobrze przemyślane zostało połączenie prezbiterium z nawą. Podstawa okna lancetowego znajduje się na tym samym poziomie, co podstawa przęseł nawy. Ściany boczne nie znajdują się dokładnie na przedłużeniu nawy, lecz przegubowo łączą się w lekką wnękę stanowiącą podporę dla żebrowego sklepienia. Od strony wschodniej dwie skośne przypory przejmują nacisk sklepienia i podkreślają konstrukcję. Wewnątrz kwadratowe prezbiterium zwieńczono sklepieniem żebrowym, którego zwornik rzeźbiony jest w kształcie korony liści. Łuki opadają na przyścienne kolumny, poprzez kapitele z dekoracją roślinną, zwieńczone wałkiem, którego formowanie powtarza się na kolumnach ustawionych wzdłuż łuków.
Obecność wsporników na południowej ścianie kaplicy sugeruje istnienie krużganka lub empory. Kaplica być może posiadała dzwonnicę, co widać na rysunku de Martellange'a z 1611 roku.
Po przejęciu kaplicy przez osoby prywatne, część nawy (dwa zachodnie przęsła) służyła jako stajnie i stodoły, a część wschodnią przekształcono na mieszkania. Wiązało się to z przebudową okien (z łukowych na prostokątne) oraz wybicie dodatkowych. Prezbiterium zostało zamienione na mieszkania, jednak konstrukcja pierwotna nie została naruszona.
Pomimo przebudowy i znacznych zniszczeń, pozostało sporo elementów dekoracyjnych. W nawie pod początkiem sklepienia namalowany fryz z liści wykonany w technice grisaille, charakterystyczny dla XVII w. Miejscami widoczny jest bardziej kolorowy i starszy wystrój (fryz z liści i kwiatów w kolorach żółtym, pomarańczowym i zielonym). Stół w ścianie południowej pozostał nienaruszony. Inskrypcje nagrobne z XIII wieku (1239, 1244, 1248) są wmurowane w ściany wewnętrzne i zewnętrzne. Tympanon wewnętrzny kruchty zachodniej zdobi herb komtura z XIII wieku. Wyłania się również obraz otaczający brakującą tablicę. Jest ledwo widoczny, ale wyróżniają się kolory czerwony, niebieski i żółty. Bez wątpienia przedstawia scenę Ukrzyżowania.
Budynki klasztorne z XV wieku zostały zrównane z ziemią w 1970 roku.

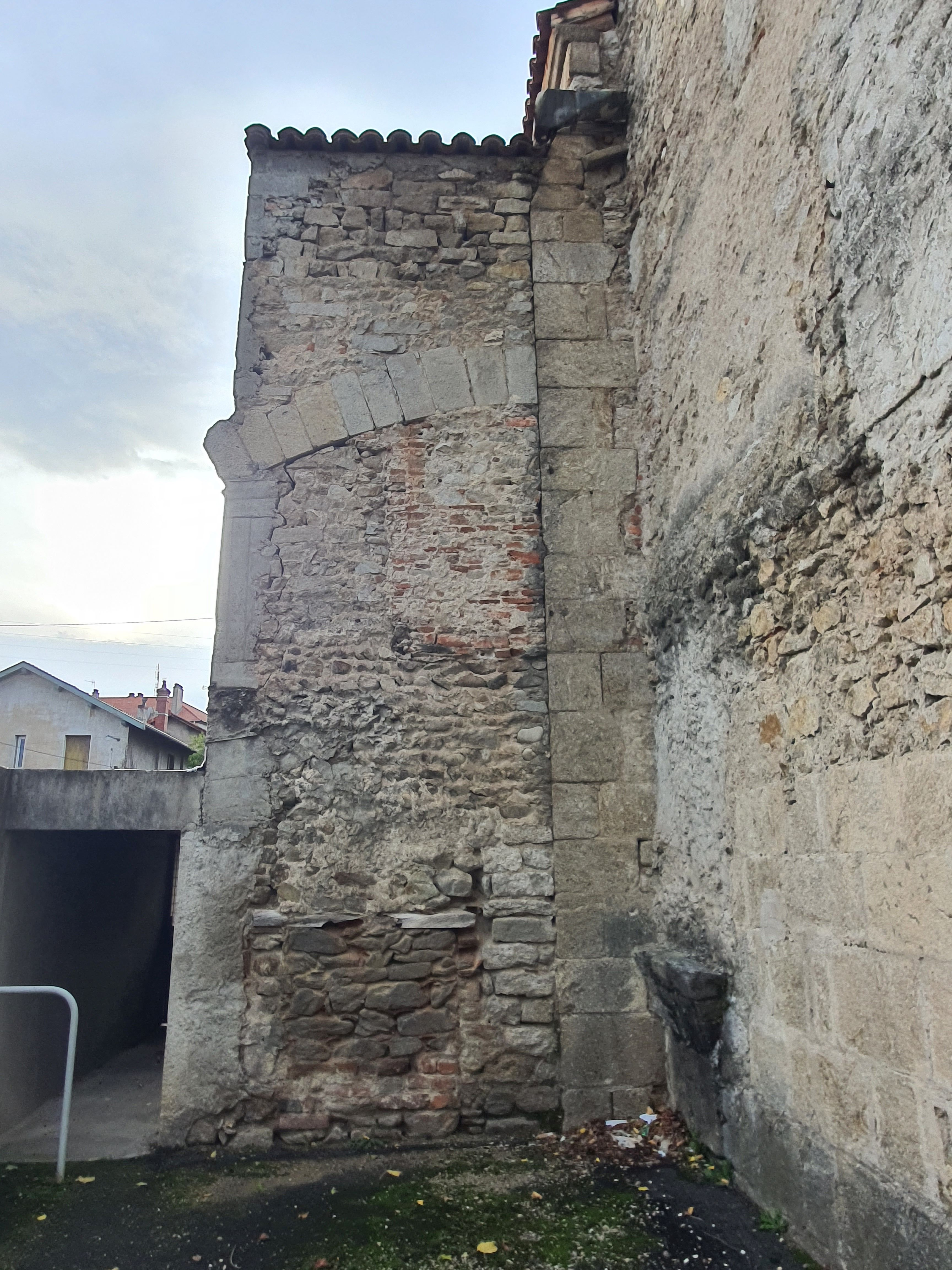
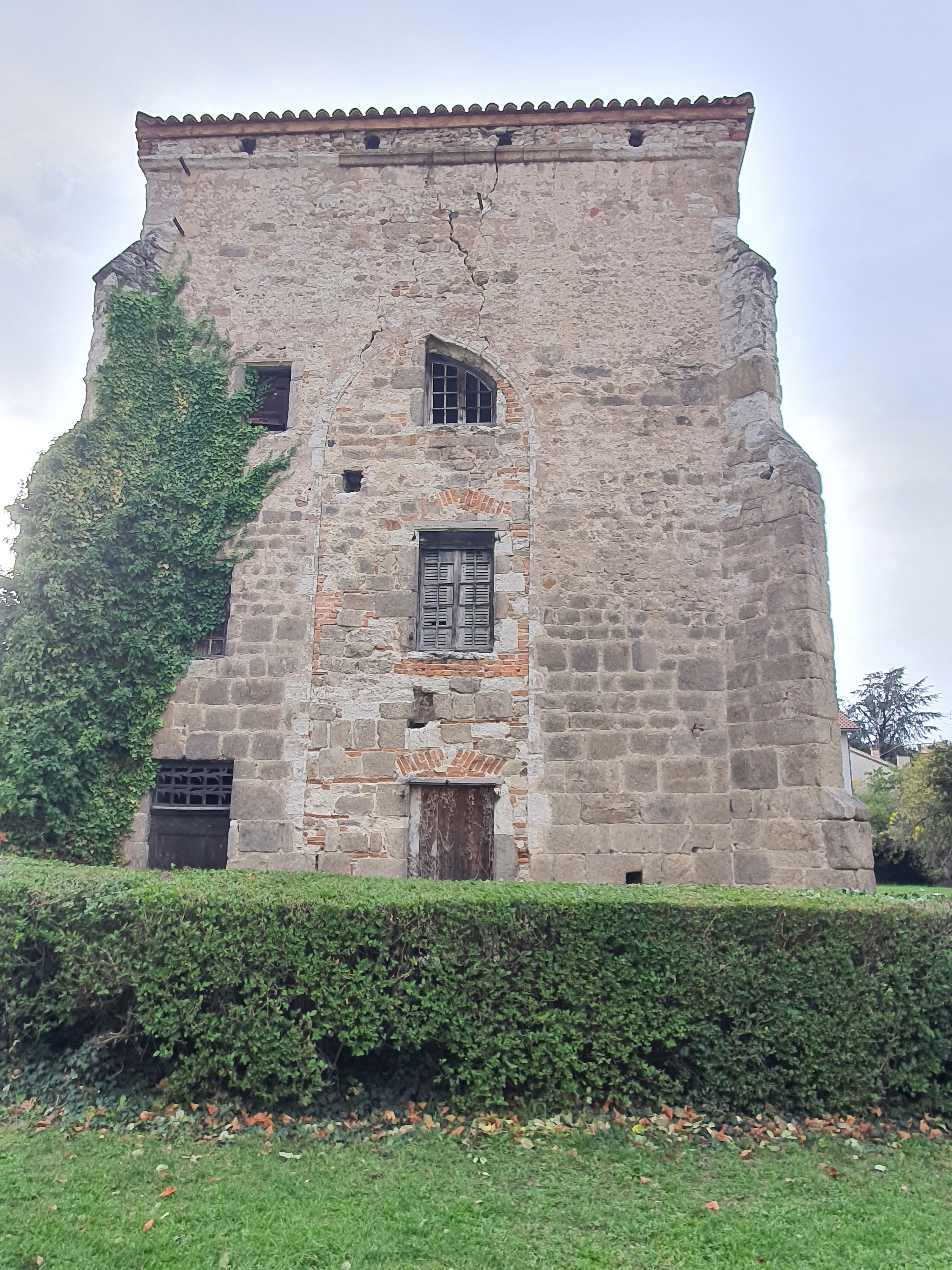
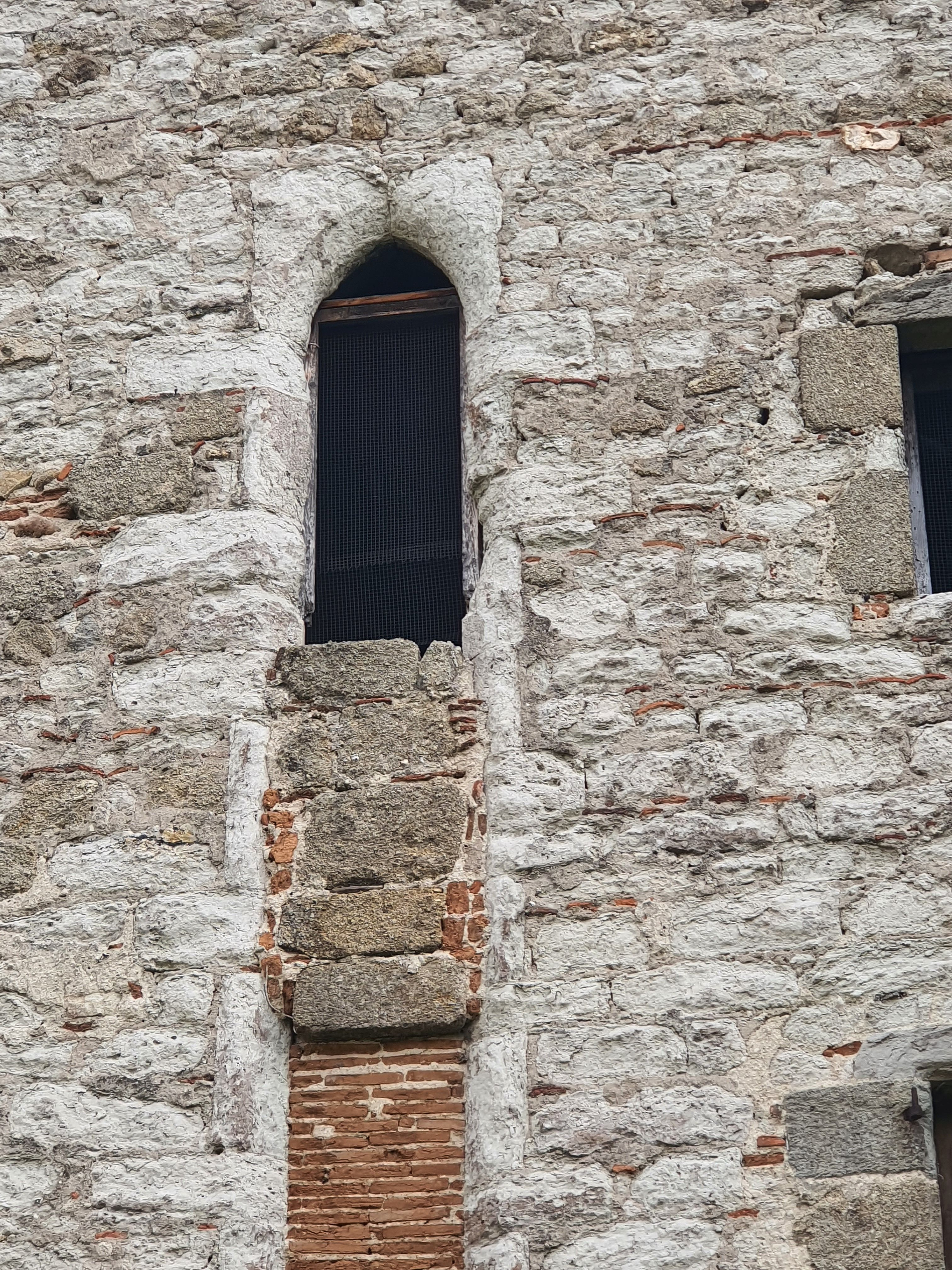
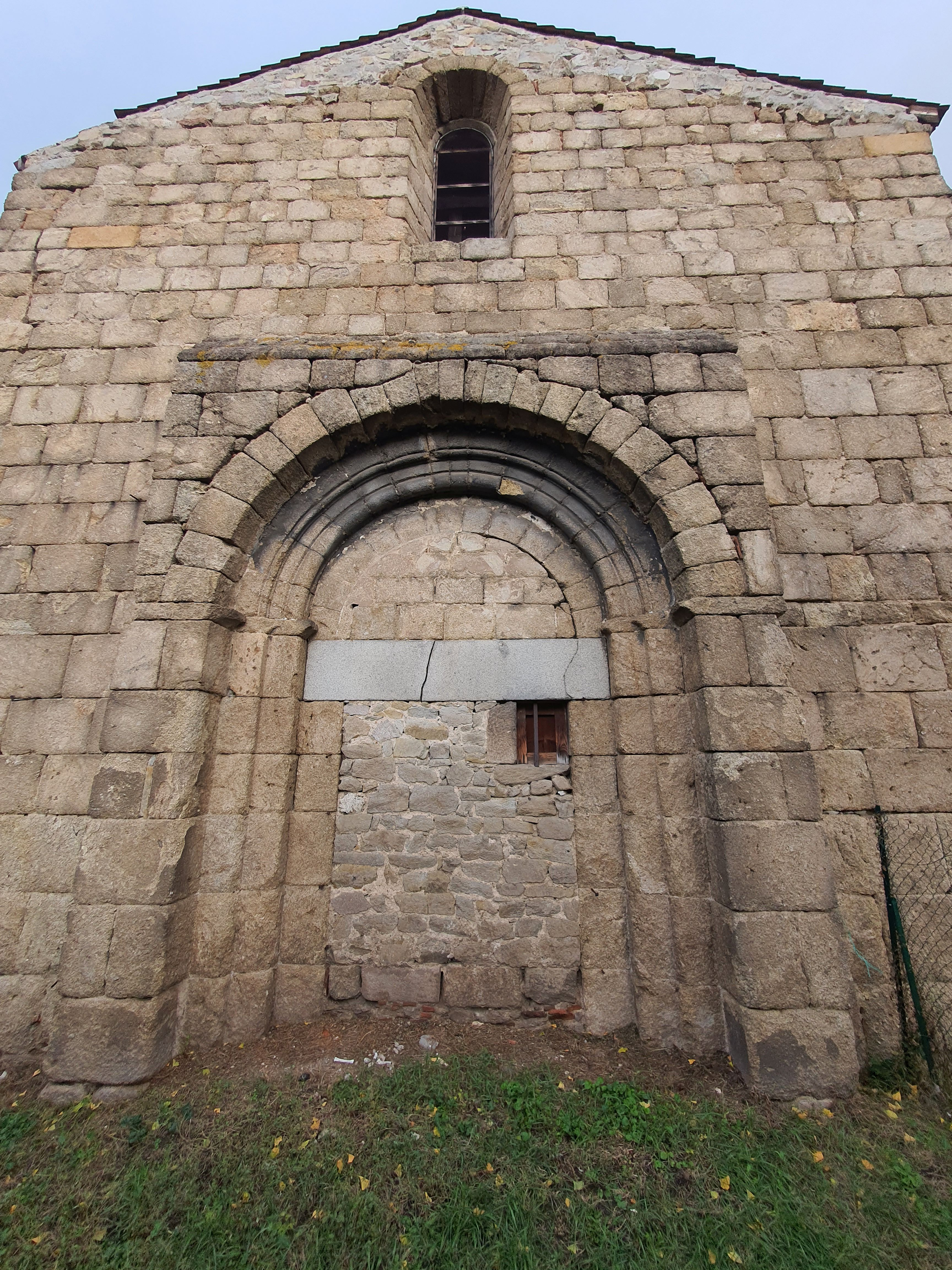
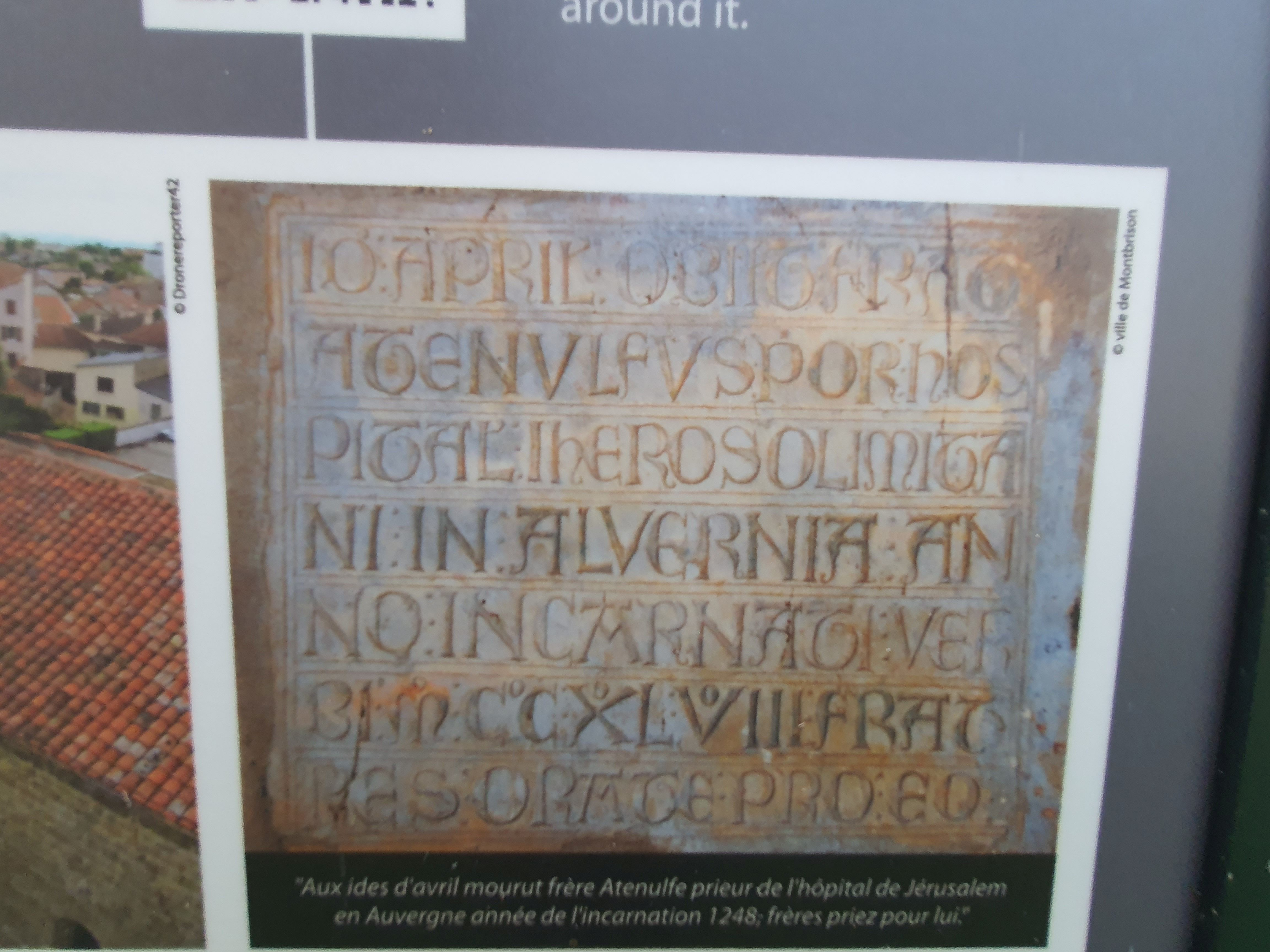
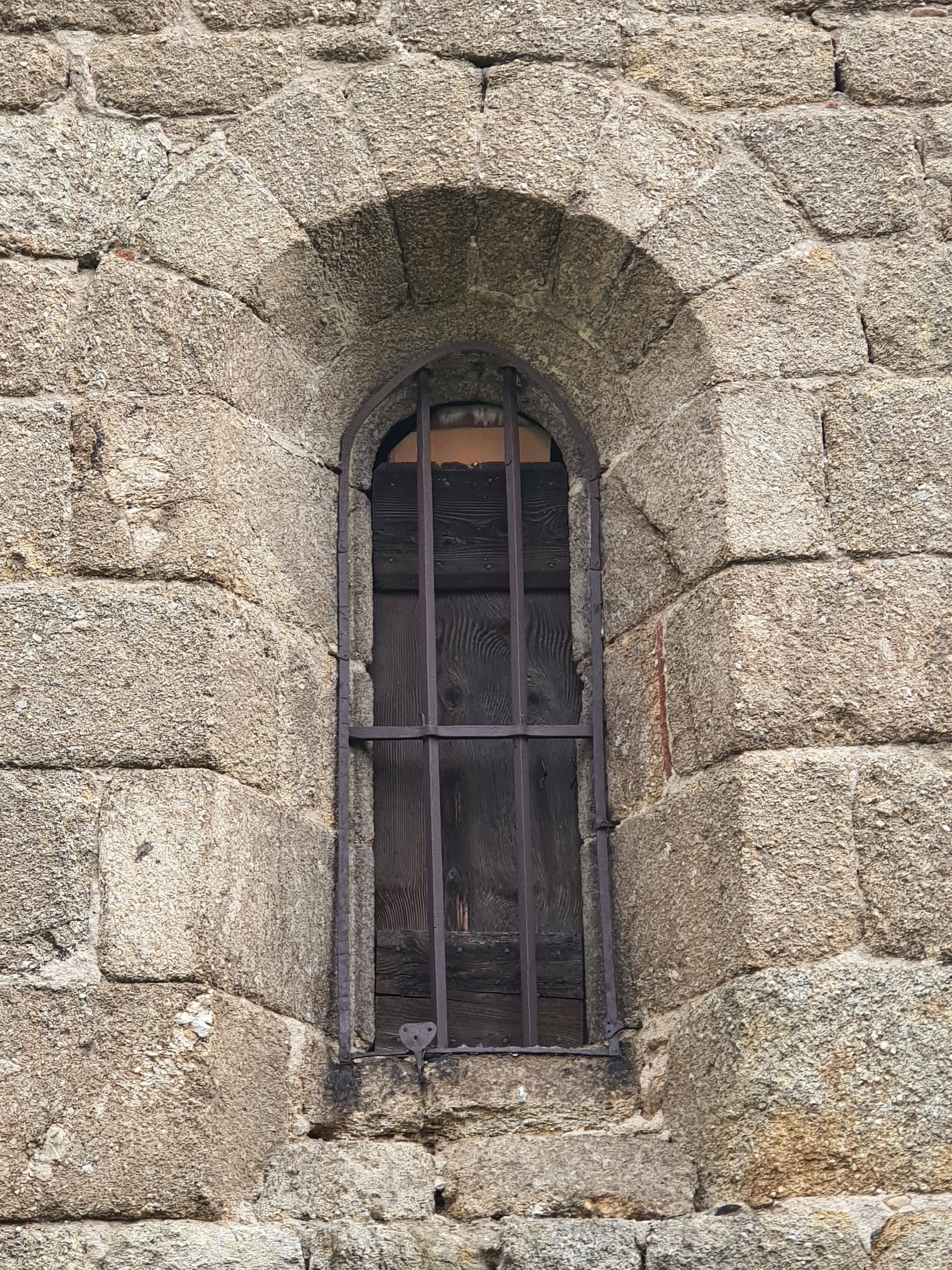
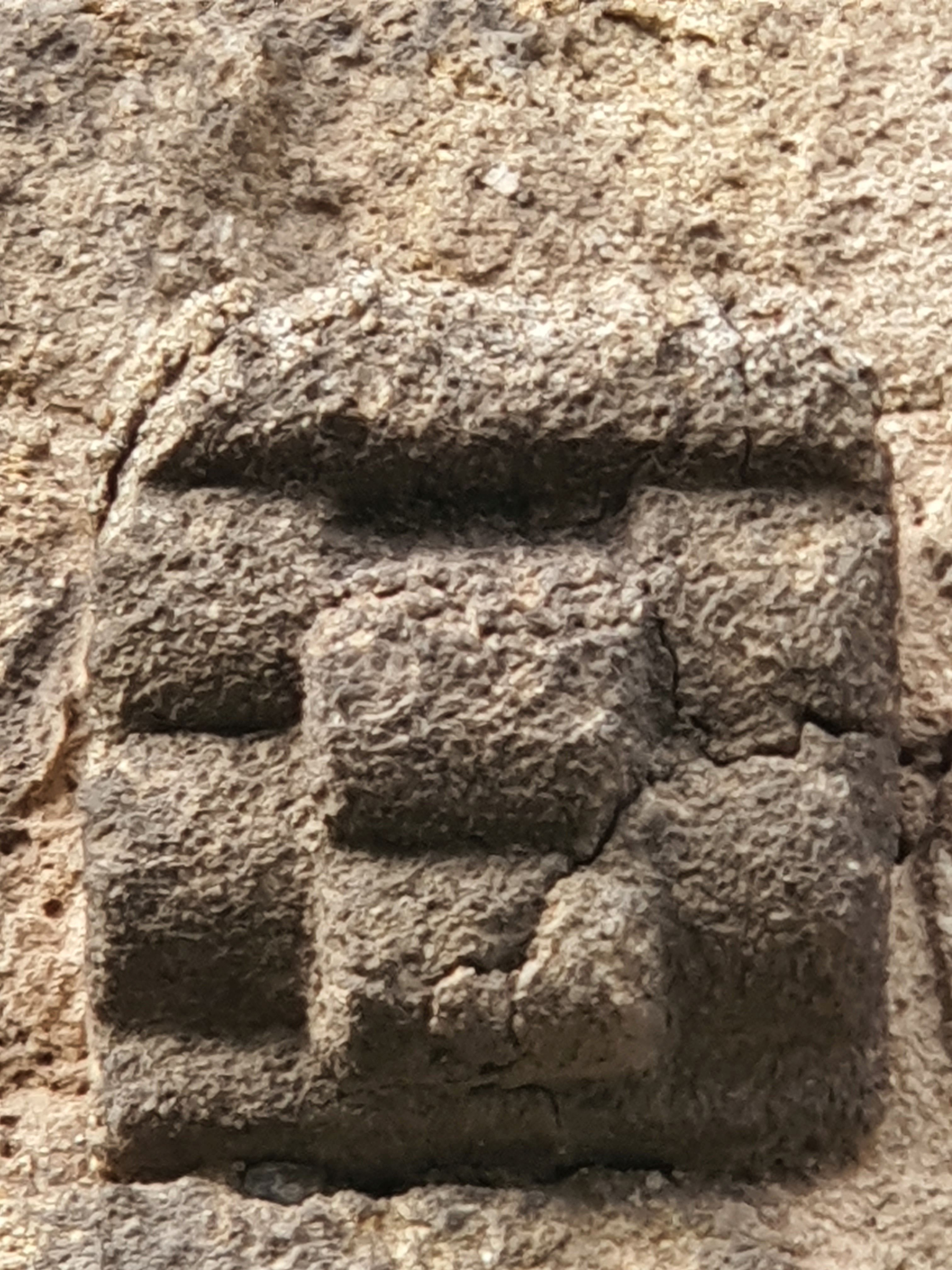
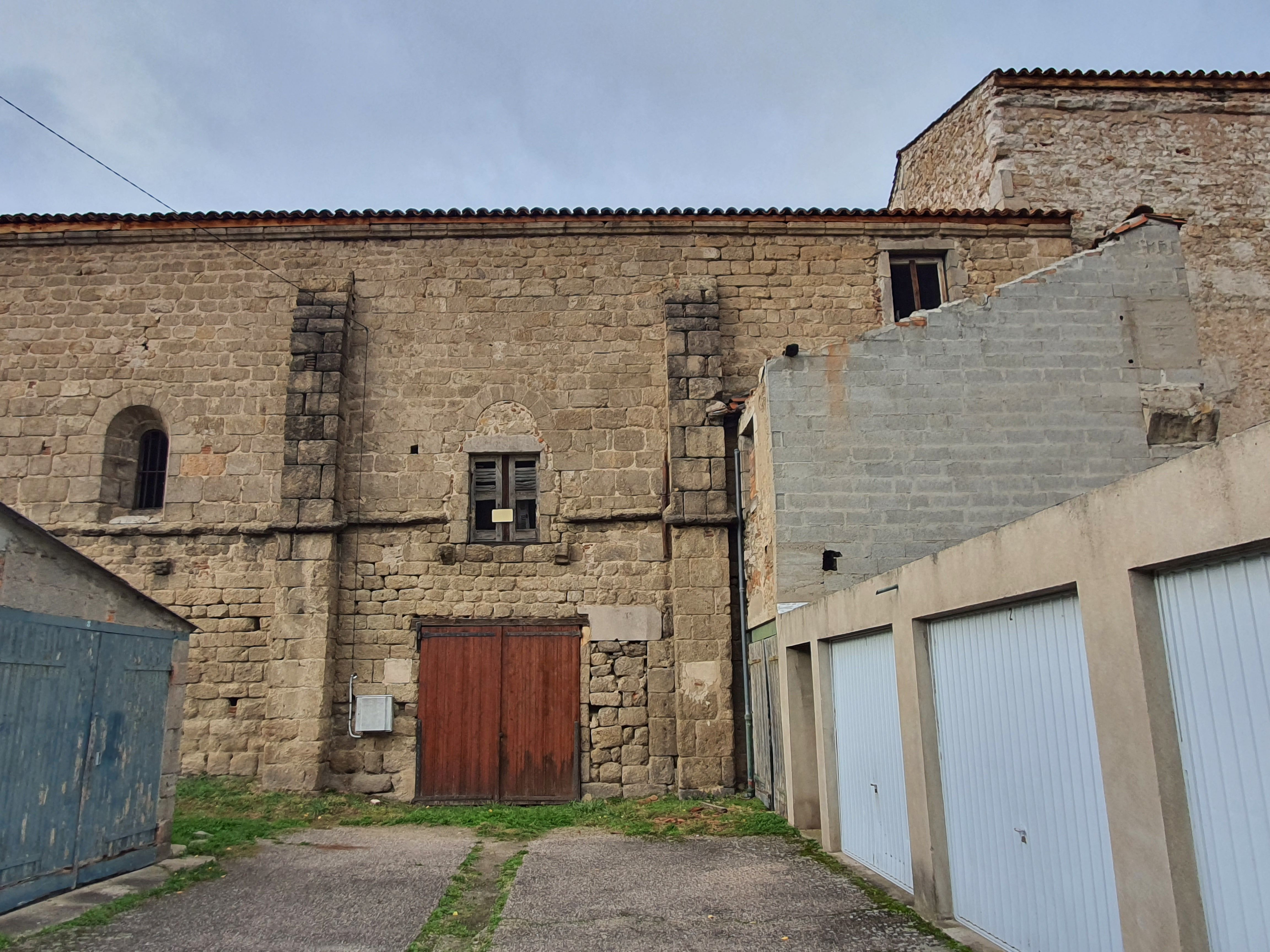